# The Salt of the Earth
The Salt of the Earth (Le sel de la terre) is een Braziliaans-Frans-Italiaanse documentaire uit 2014 onder regie van Wim Wenders en Juliano Ribeiro Salgado. De documentaire behandelt het werk en de carrière van de bekende Braziliaanse fotograaf Sebastião Salgado.

## Geschiedenis
De film ging in première op 20 mei op het Filmfestival van Cannes in de sectie Un certain regard, waar hij de Special Prize behaalde. De film had zijn Belgische avant-première op het Film Fest Gent 2014.

## Prijzen en nominaties

### Prijzen
- Filmfestival van Cannes 2014: Prize of the Ecumenical Jury - Special Mention
- Filmfestival van Cannes 2014: Un certain regard - Special Jury Prize
- San Sebastián International Film Festival 2014: Audience Award

### Nominaties
- Oslo Films from the South Festival 2014: Films from the South Award - Best Documentary Feature